# Adam Priestley
Adam Priestley (Gibilterra, 13 agosto 1990) è un calciatore gibilterriano, attaccante del Knaresborough Town.

## Carriera

### Club
Ha giocato con vari club delle serie minori inglesi, tra la sesta e la nona divisione.

### Nazionale
Il 19 novembre del 2013 gioca la prima partita ufficiale da quando Gibilterra è riconosciuta dalla UEFA, scendendo in campo nell'amichevole contro la Slovacchia, conclusasi 0-0.

## Statistiche
| Cronologia completa delle presenze e delle reti in nazionale ― Gibilterra | Cronologia completa delle presenze e delle reti in nazionale ― Gibilterra | Cronologia completa delle presenze e delle reti in nazionale ― Gibilterra | Cronologia completa delle presenze e delle reti in nazionale ― Gibilterra | Cronologia completa delle presenze e delle reti in nazionale ― Gibilterra | Cronologia completa delle presenze e delle reti in nazionale ― Gibilterra | Cronologia completa delle presenze e delle reti in nazionale ― Gibilterra | Cronologia completa delle presenze e delle reti in nazionale ― Gibilterra |
| Data                                                                      | Città                                                                     | In casa                                                                   | Risultato                                                                 | Ospiti                                                                    | Competizione                                                              | Reti                                                                      | Note                                                                      |
| ------------------------------------------------------------------------- | ------------------------------------------------------------------------- | ------------------------------------------------------------------------- | ------------------------------------------------------------------------- | ------------------------------------------------------------------------- | ------------------------------------------------------------------------- | ------------------------------------------------------------------------- | ------------------------------------------------------------------------- |
| 19-11-2013                                                                | Faro                                                                      | Gibilterra                                                                | 0 – 0                                                                     | Slovacchia                                                                | Amichevole                                                                | -                                                                         | 67’                                                                       |
| 1-3-2014                                                                  | Gibilterra                                                                | Gibilterra                                                                | 1 – 4                                                                     | Fær Øer                                                                   | Amichevole                                                                | -                                                                         | 46’                                                                       |
| 5-3-2014                                                                  | Gibilterra                                                                | Gibilterra                                                                | 0 – 2                                                                     | Estonia                                                                   | Amichevole                                                                | -                                                                         | 46’                                                                       |
| 26-5-2014                                                                 | Tallinn                                                                   | Estonia                                                                   | 1 – 1                                                                     | Gibilterra                                                                | Amichevole                                                                | -                                                                         | 46’                                                                       |
| 4-6-2014                                                                  | Loulé                                                                     | Gibilterra                                                                | 1 – 0                                                                     | Malta                                                                     | Amichevole                                                                | -                                                                         | 59’                                                                       |
| 7-9-2014                                                                  | Faro                                                                      | Gibilterra                                                                | 0 – 7                                                                     | Polonia                                                                   | Qual. Euro 2016                                                           | -                                                                         | 63’                                                                       |
| 14-10-2014                                                                | Faro                                                                      | Gibilterra                                                                | 0 – 3                                                                     | Georgia                                                                   | Qual. Euro 2016                                                           | -                                                                         | 46’                                                                       |
| 14-11-2014                                                                | Norimberga                                                                | Germania                                                                  | 4 – 0                                                                     | Gibilterra                                                                | Qual. Euro 2016                                                           | -                                                                         | 90+1’                                                                     |
| 29-3-2015                                                                 | Glasgow                                                                   | Scozia                                                                    | 6 – 1                                                                     | Gibilterra                                                                | Qual. Euro 2016                                                           | -                                                                         |                                                                           |
| 7-6-2015                                                                  | Varaždin                                                                  | Croazia                                                                   | 4 – 0                                                                     | Gibilterra                                                                | Amichevole                                                                | -                                                                         |                                                                           |
| 13-6-2015                                                                 | Faro                                                                      | Gibilterra                                                                | 0 – 7                                                                     | Germania                                                                  | Qual. Euro 2016                                                           | -                                                                         | 62’                                                                       |
| 7-10-2016                                                                 | Tallinn                                                                   | Estonia                                                                   | 4 – 0                                                                     | Gibilterra                                                                | Qual. Mondiali 2018                                                       | -                                                                         | 65’                                                                       |
| 13-11-2016                                                                | Nicosia                                                                   | Cipro                                                                     | 3 – 1                                                                     | Gibilterra                                                                | Qual. Mondiali 2018                                                       | -                                                                         | 85’                                                                       |
| 16-11-2018                                                                | Gibilterra                                                                | Gibilterra                                                                | 2 – 6                                                                     | Armenia                                                                   | UEFA Nations League 2018-2019 - 1º turno                                  | 1                                                                         | 71’                                                                       |
| 19-11-2018                                                                | Skopje                                                                    | Macedonia                                                                 | 4 – 0                                                                     | Gibilterra                                                                | UEFA Nations League 2018-2019 - 1º turno                                  | -                                                                         | 81’                                                                       |
| 23-3-2019                                                                 | Gibilterra                                                                | Gibilterra                                                                | 0 – 1                                                                     | Irlanda                                                                   | Qual. Euro 2020                                                           | -                                                                         | 64’                                                                       |
| 26-3-2019                                                                 | Gibilterra                                                                | Gibilterra                                                                | 0 – 1                                                                     | Estonia                                                                   | Amichevole                                                                | -                                                                         | 63’                                                                       |
| 14-11-2020                                                                | Serravalle                                                                | San Marino                                                                | 0 – 0                                                                     | Gibilterra                                                                | UEFA Nations League 2020-2021 - 1º turno                                  | -                                                                         | 78’                                                                       |
| Totale                                                                    |                                                                           | Presenze                                                                  | 18                                                                        |                                                                           | Reti                                                                      | 1                                                                         |                                                                           |